# جين هاجين
جين هاجين (بالإنجليزية: Jean Hagen)‏ هي ممثلة أمريكية، ولدت في 3 أغسطس 1923 بشيكاغو في الولايات المتحدة، وتوفيت في 29 أغسطس 1977 بلوس أنجلوس في الولايات المتحدة بسبب سرطان وسرطان المريء.

## أعمال

### أفلام
- (1952) لنغني تحت المطر[5][6]

## ترشيحات
- جائزة الأوسكار لأفضل ممثلة مساعدة، عن عمل: لنغني تحت المطر (1952)

## وصلات خارجية
- جين هاجين على موقع IMDb (الإنجليزية)
- جين هاجين على موقع الموسوعة البريطانية (الإنجليزية)
- جين هاجين على موقع روتن توميتوز (الإنجليزية)
- جين هاجين على موقع ألو سيني (الفرنسية)
- جين هاجين على موقع ميوزك برينز (الإنجليزية)
- جين هاجين على موقع تيرنر كلاسيك موفيز (الإنجليزية)
- جين هاجين على موقع أول موفي (الإنجليزية)
- جين هاجين على موقع قاعدة بيانات برودواي على الإنترنت (الإنجليزية)
- جين هاجين على موقع قاعدة بيانات الأفلام السويدية (السويدية)
- جين هاجين على موقع إن إن دي بي (الإنجليزية)